# Gábor Talmácsi
Gábor Talmácsi (* 28. května 1981 Budapešť) je maďarský motocyklový závodník, účastník mistrovství světa silničních motocyklů s číslem 14.

## Kariéra
Ve 14 letech skončil čtvrtý v maďarském mistrovství. Za dva roky dostal nabídku zúčastnit se mistrovství Evropy a další rok startoval na divokou kartu při Grand Prix ČR. V sezóně 2001 se stal prvním Maďarem na startovní listině MS po 20 letech. V sezóně 2005 přesedlal na KTM a dojel si pro první tři vítězství, pět pódií a celkově třetí místo. V roce 2006 jezdil na Hondě, ale i přesto byl k vidění ve špičce. Pro rok 2007 uzavřel smlouvu s týmem Bancaja Aspar a na továrním motocyklu Aprilia si dojel pro titul mistra světa v kategorii do 125 cm³. V roce 2008 pokračoval s týmem Bancaja Aspar a po mnoha výpadcích kvůli technickým potížím si vyjel celkové třetí místo. V roce 2009 závodil ve třídě do 250 cm³ v týmu Master MVA Aspar Team na továrním motocyklu Aprilia.

## Statistika
| Rok    | Kategorie | Motocykl | Závody | Vítězství | Pódia | Pole positiones | Body | Pozice |
| ------ | --------- | -------- | ------ | --------- | ----- | --------------- | ---- | ------ |
| 2000   | 125 ccm   |          | 1      | 0         | 0     | 0               | 0    |        |
| 2001   | 125 ccm   | Honda    | 16     | 0         | 0     | 0               | 34   | 18.    |
| 2002   | 125 ccm   | Honda    | 15     | 0         | 0     | 0               | 20   | 22.    |
| 2003   | 125 ccm   | Aprilia  | 16     | 0         | 0     | 0               | 70   | 14.    |
| 2004   | 125 ccm   | Malaguti | 16     | 0         | 0     | 0               | 43   | 17.    |
| 2005   | 125 ccm   | KTM      | 16     | 3         | 5     | 1               | 198  | 3.     |
| 2006   | 125 ccm   | Honda    | 16     | 0         | 1     | 0               | 119  | 7.     |
| 2007   | 125 ccm   | Aprilia  | 17     | 3         | 10    | 5               | 282  | 1.     |
| 2008   | 125 ccm   | Aprilia  | 17     | 3         | 9     | 4               | 206  | 3.     |
| 2009   | 250 ccm   | Aprilia  |        |           |       |                 |      |        |
| Celkem |           |          | 130    | 9         | 25    | 10              | 972  |        |

|                                | 125cc                                       |
| ------------------------------ | ------------------------------------------- |
| První Grand Prix               | Cardion AB Grand Prix České republiky 2000  |
| První Pole Position            | A-Style Grand Prix of Japan 2005            |
| První nejrychlejší kolo závodu | Polini Malaysian Motorcycle Grand Prix 2005 |
| První pódium                   | Sinopec Grand Prix of China 2005            |
| První vítězství v Grand Prix   | Gran Premio D'Italia Alice 2005             |